# 翁德 (上加龙省)
翁德（法語：Ondes，法語發音：[ɔ̃d]）是法国上加龙省的一个市镇，位于该省北部，加龙河右岸，属于图卢兹区。

## 地理
翁德（43°46'51"N, 1°18'34"E）面积6.57 平方千米，位于法国奧克西塔尼大區上加龙省，该省份为法国西南部内陆省份，西南端与西班牙接壤，自此顺时针与上比利牛斯省、热尔省、塔恩-加龙省、塔恩省、奥德省和阿列日省接壤。
与翁德接壤的市镇（或旧市镇、城区）包括：格里索勒、卡斯泰尔诺-代斯特雷特丰、格勒纳德。

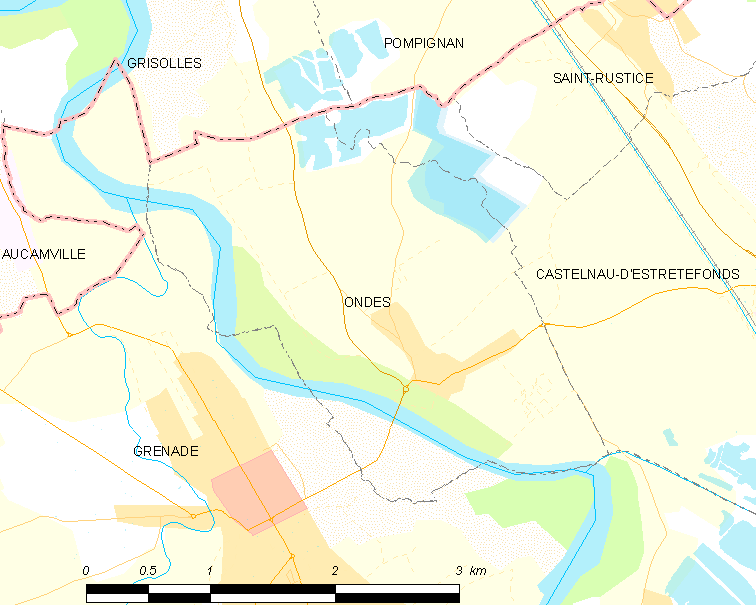
的OSM定位图

翁德的时区为UTC+01:00、UTC+02:00（夏令时）。

## 行政
翁德的邮政编码为31330，INSEE市镇编码为31403。

## 政治
翁德所属的省级选区为莱格万县。

## 人口

1962-2008年间人口变化图示

翁德于2022年1月1日时的人口数量为815人。